# Julius Pomponius Laetus
Julius Pomponius Laetus (italienska formen Giulio Leto), född 1428, död 9 juni 1498, var en italiensk humanist.
Laetus var lärjunge till Lorenzo Valla, vars verk han fullföljde huvudsakligen genom skildring av lagar och bruk i det gamla Rom. En av Laetus stiftad akademi upplöstes av påven som kättersk. Laetus skrev alla sina verk på latin.